# Albert von Anfeld
Albert von Anfeld (auch Albert I.; † 13. August 1344 in Ebrach) war von 1328 bis 1344 Abt des Zisterzienserklosters in Ebrach.

## Leben
Albert von Anfeld wurde in der zweiten Hälfte des 13. Jahrhunderts geboren. Eventuell stammte der spätere Abt aus dem, heute in Mittelfranken, gelegenen Anfelden, wo seine Familie ihren Stammsitz hatte. Die Namen der Eltern werden in den Quellen nicht erwähnt, auch etwaige Geschwister sind nicht genannt. Nach der Berufung von Friedrich von Leuchtenberg zum Bischof von Eichstätt wurde Albert zum siebzehnten Abt von Ebrach gewählt.
Nach seiner Wahl begann Albert I. mit der Mehrung von Gütern für das Zisterzienserkloster und erwarb mehrere Höfe in der Umgebung. Gleichzeitig erhielt die Abtei Rechte von Papst Johannes XXII. erteilt. So durfte das Kloster fortan die Hälfte aller Zehnten aus den deutschen Zisterzienserklöstern einsammeln. Am 13. August 1344 starb Abt Albert von Anfeld nach sechzehnjähriger Regierungszeit und wurde in der Klosterkirche beigesetzt.